# Ялта — Севастополь (автодорога)
Автодорога Ялта — Севастополь — путь сообщения на территории Крымского полуострова. В России имеет статус автомобильной дороги регионального значения и обозначения 35К-002 (в Республике Крым) и 67К-1 (в Севастополе), на Украине — статус национальной дороги и обозначение Н-19.

## История
Историческая дорога Ялта-Севастополь, так называемое Старое Севастопольское шоссе  проходит через перевал Байдарские ворота и Байдарскую долину.
Современная трасса дороги, так называемое новое Севастопольское шоссе, через Ласпинский перевал полностью достроена к 1972 году. Начинается в Ялте, проходит через Ливадию, Алупку, Кореиз, Симеиз, Форос, мимо Балаклавы и заканчивается в городе Севастополе. На Южном берегу Крыма трасса нового шоссе спрямлена и проходит в основном ниже по макросклону, чем трасса старого шоссе. В части участков прошла поверх старого шоссе, например на участке Севастополь-Гончарное. Общая протяжённость дороги — 80,7 км.

В основу идеи современного шоссе заложены геодезические изыскания и проект известного писателя и инженера Н. Г. Гарина-Михайловского. На 33 километре, на Ласпинском перевале, в его честь установлена мемориальная доска. Инженер проектировал железную дорогу, строительство которой отложила Первая мировая война, при этом первым шёл вариант Бахчисарай — Ялта и лишь затем — Севастополь — Ялта.

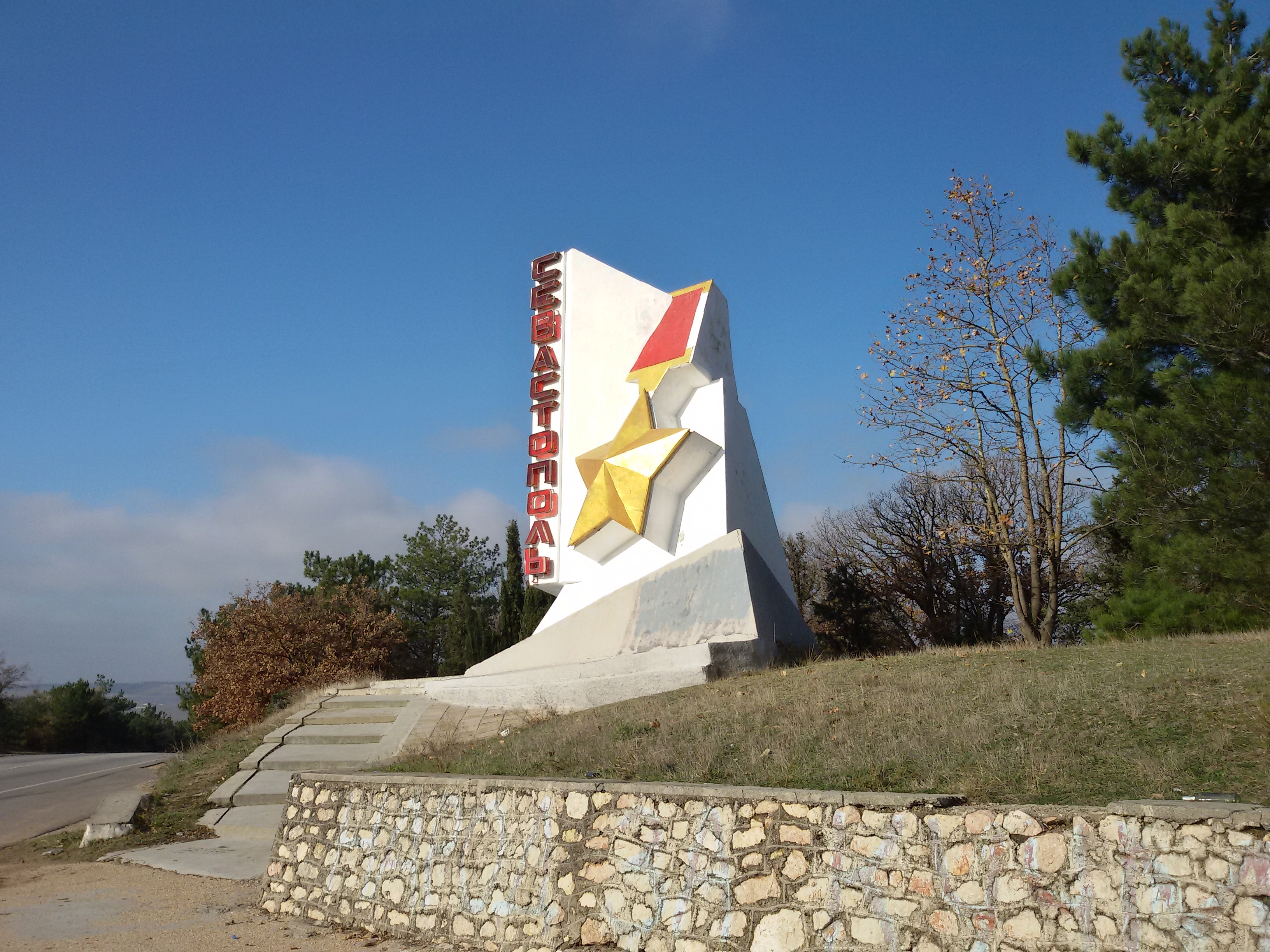
Памятный знак на въезде в Севастополь. Архитектор В. М. Артюхов 1967
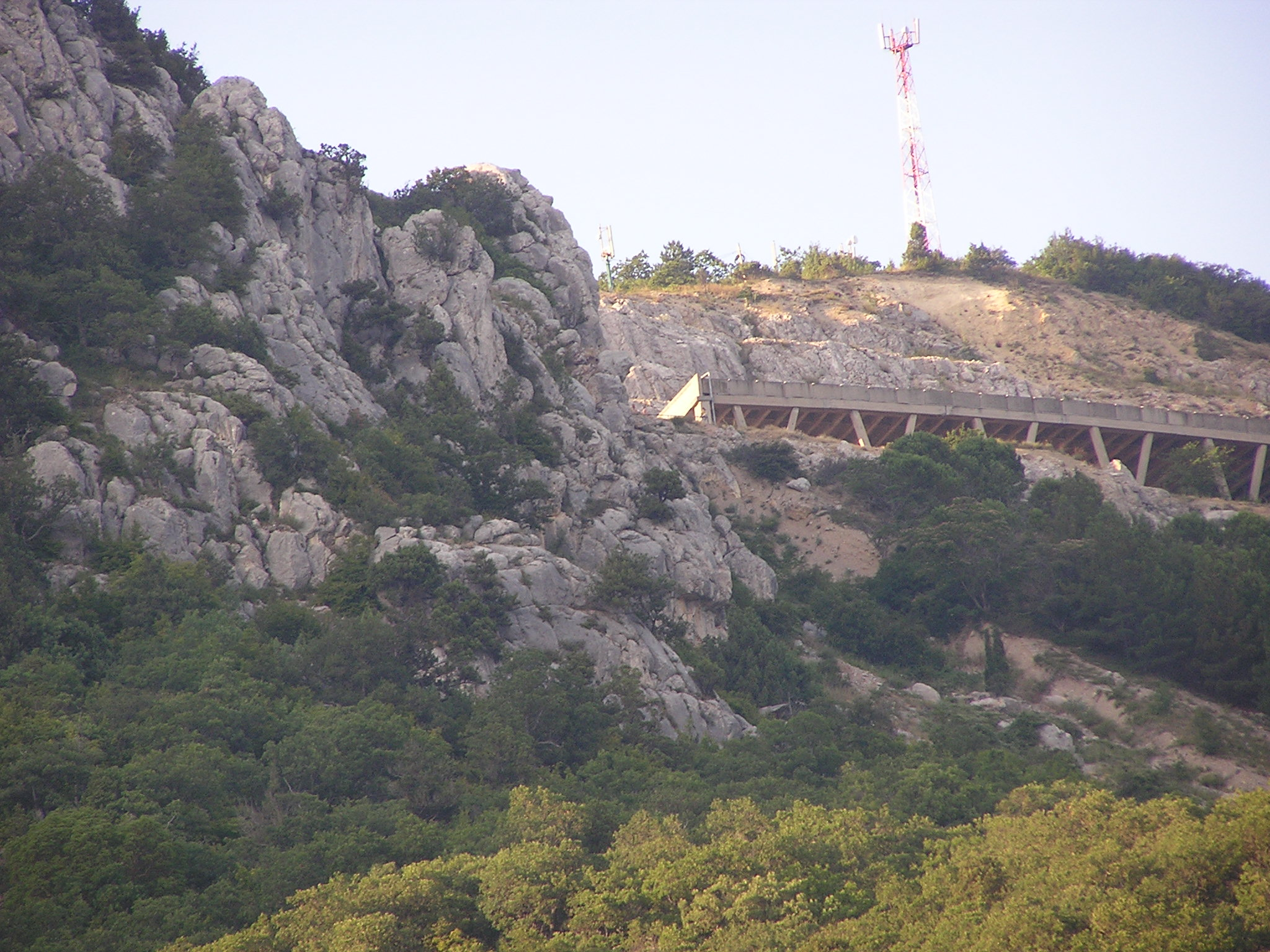
Ласпинский перевал
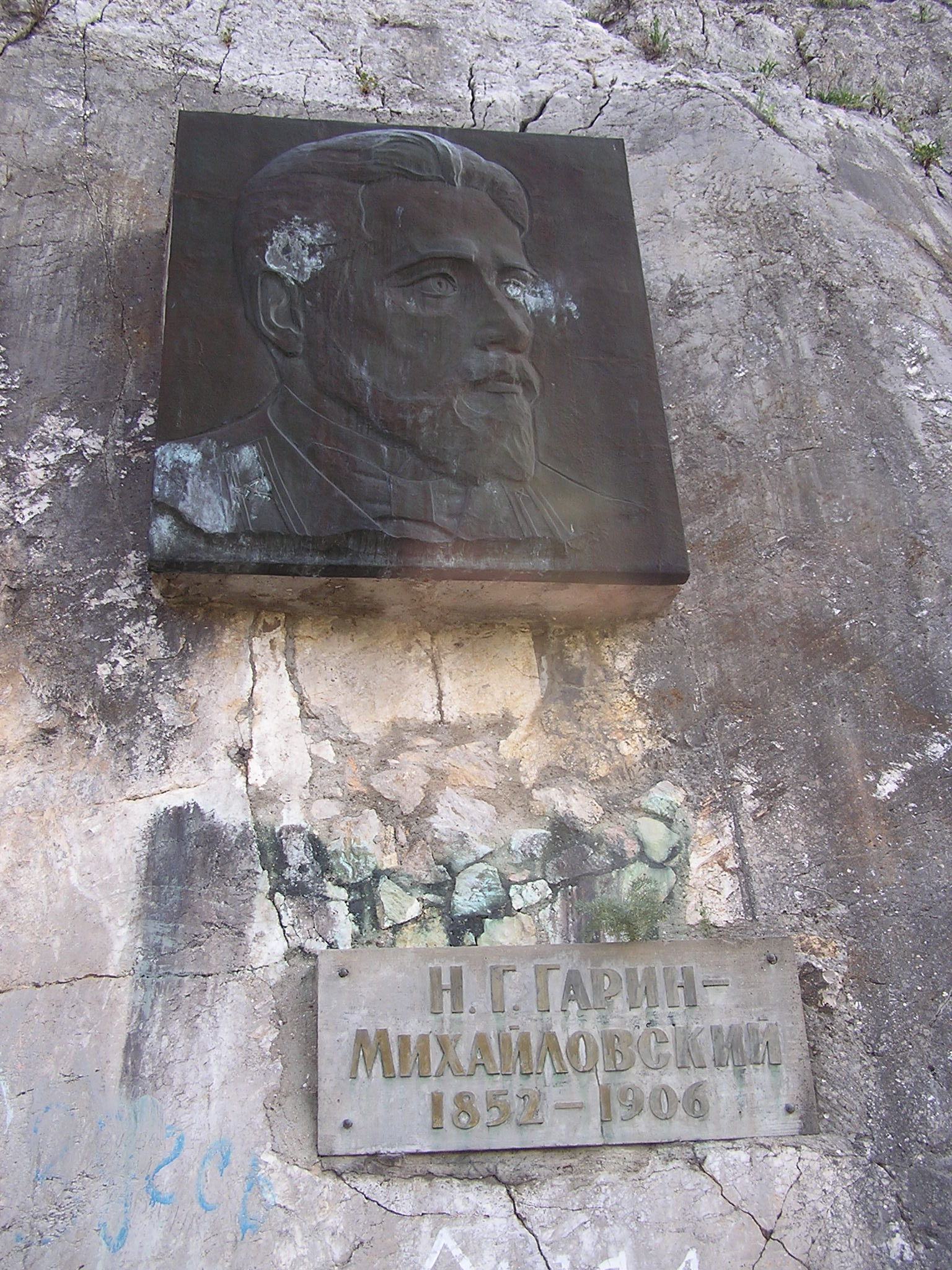
Памятная доска инженеру Н. Г. Гарину-Михайловскому
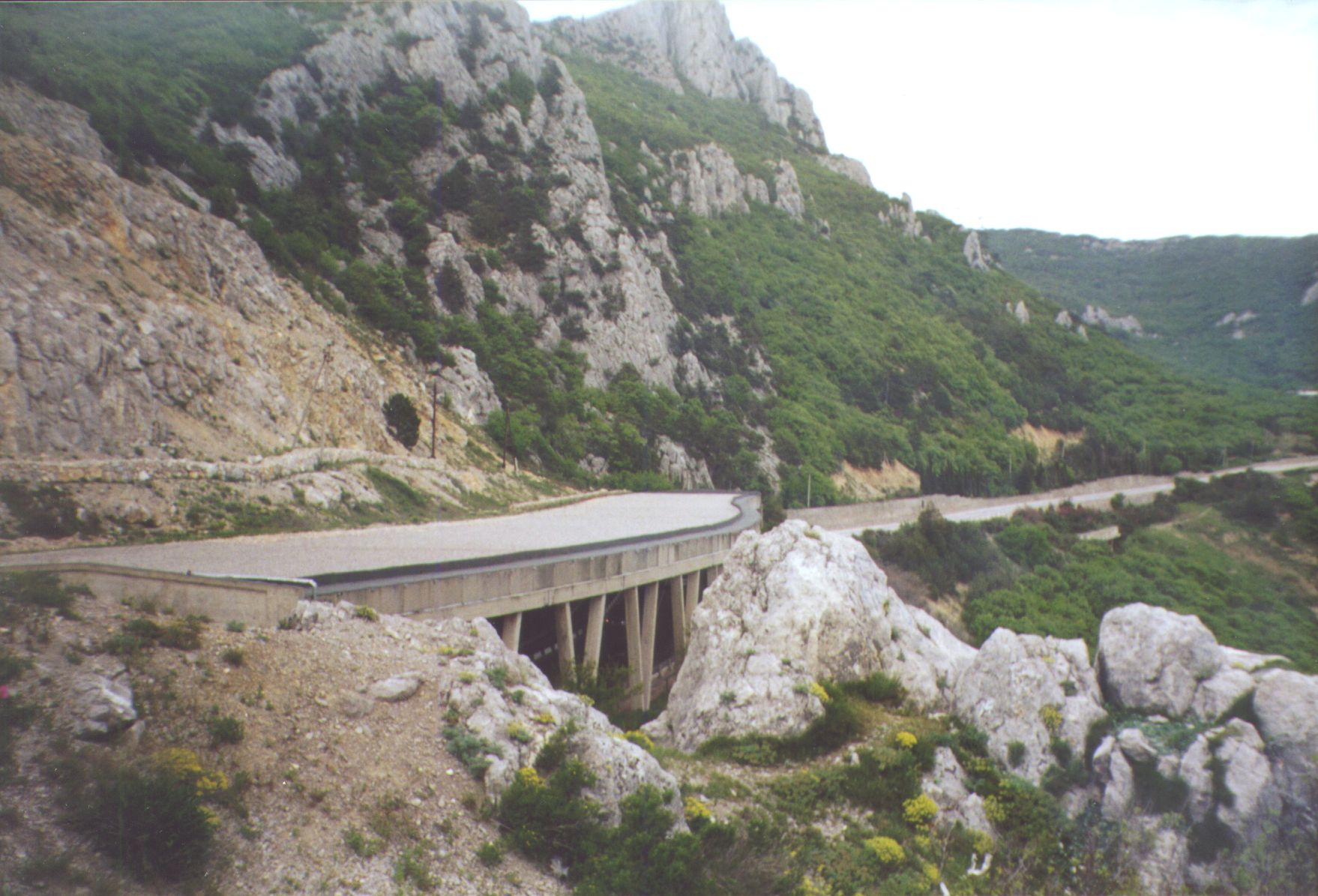
Противообвальная галерея на Ласпинском перевале
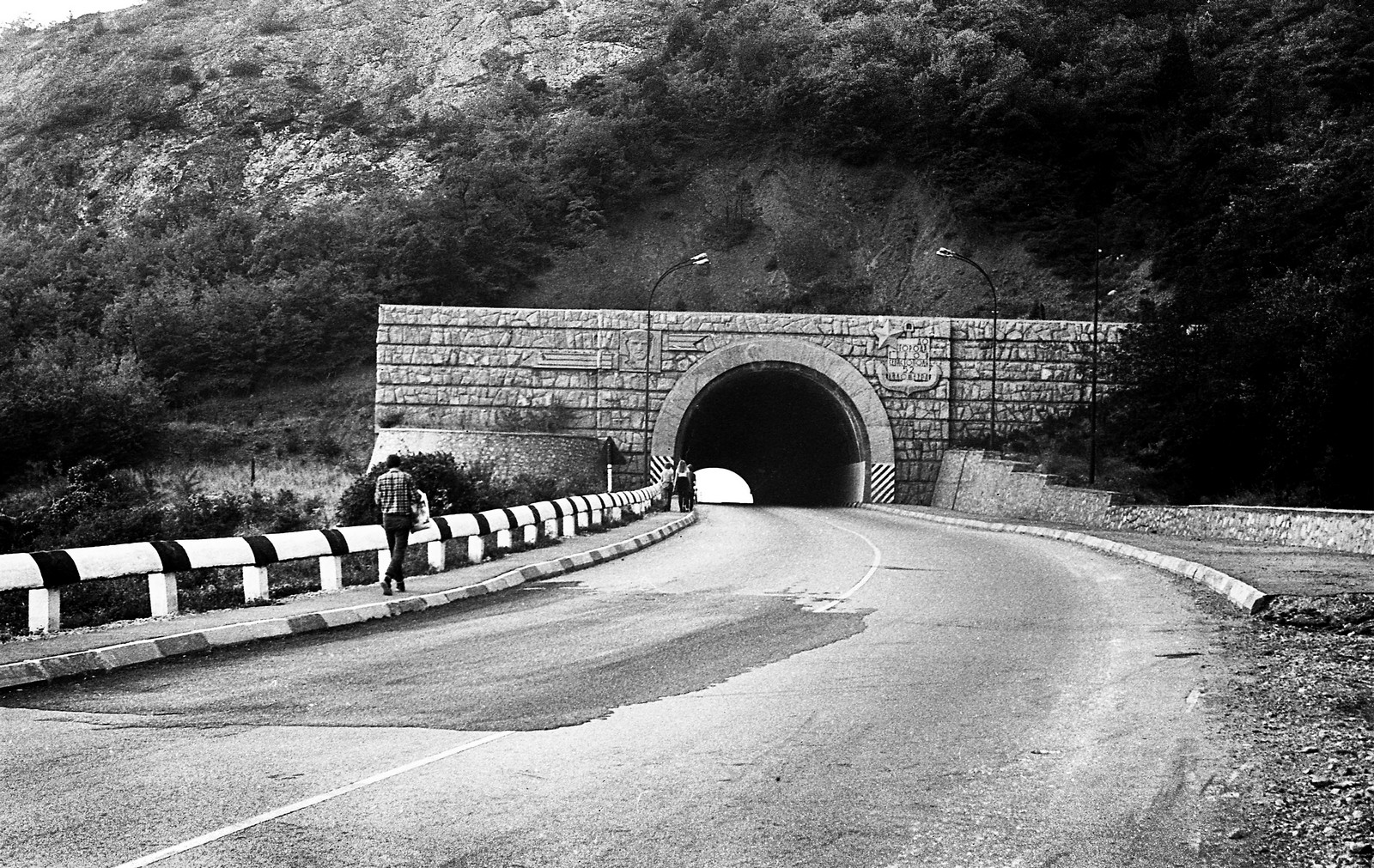
Меласский тоннель над Форосом
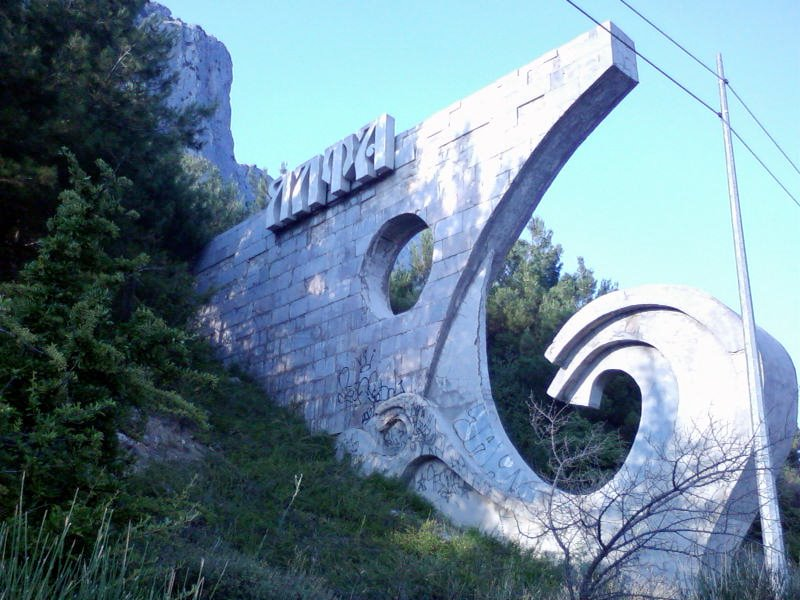
Памятный знак на въезде в Ялту